# Peter Andersson (actor)
Ulf Harry Peter Andersson (Masthugget, Gotemburgo, 12 de febrero de 1953) es un actor sueco.

## Biografía
Andersson estudió en la Escuela de Teatro de Gotemburgo entre 1974 y 1977. Andersson se graduó en la Scenskolan de Gotemburgo en 1977 y formó parte del elenco permanente del Teatro Real Dramático en las décadas de 1980 y 1990. Es actor de cine desde 1985 y ha participado en varios largometrajes daneses, así como en varias producciones de Lars Norén.
Ha estado empleado de forma fija en Dramaten durante las décadas de 1980 y 1990 y, desde 1985, ha trabajado como actor de cine. Además de haber actuado con algunos de los directores más importantes del país, como Björn Runge y Colin Nutley, Andersson también ha participado en varias obras de Lars Norén.
En la primavera de 2008, actuó tanto en la obra "El pato salvaje" en el Teatro de la Ciudad de Estocolmo, como en la película Hombres que odian a las mujeres.

## Premios
- 2015 – Kristallen 2015 por "Mejor actor masculino en una producción televisiva".
- 2019 –  Medalla Litteris et Artibus "por destacadas contribuciones artísticas como actor".[4]
- 2022 – Premio de Teatro de la Academia Sueca.[5]

## Filmografía
- 1987 – Lysande landning (Desembarco brillante) (TV-serie)
- 1988 – Jungfruresan (El viaje de la doncella)
- 1989 – Hassel – Säkra papper (Hassel – Papeles seguros)
- 1989 – Soldaten i garderoben (El soldado en el armario)
- 1990 – Fiendens fiende (El enemigo del enemigo) (TV-serie)
- 1990 – Den svarta cirkeln (El círculo negro) (TV-serie)
- 1991 – Freud flyttar hemifrån... (Freud se muda de casa...)
- 1992 – Änglagård (El jardín de los ángeles)
- 1993 – Sista dansen (El último baile)
- 1993 – Älska, älskar inte (Amar, no amar)
- 1994 – Utmaningen (El desafío)
- 1994 – Änglagård – andra sommaren (El jardín de los ángeles – segunda temporada)
- 1995 – Älskar, älskar inte (Amar, no amar)
- 1995 – Som löven i Vallombrosa (Como las hojas en Vallombrosa) (TV-teater)
- 1996 – Ett sorts Hades (Una especie de Hades) (TV-teater)
- 1996 – Kalle Blomkvist – Mästerdetektiven lever farligt (Kalle Blomkvist – El maestro detective está en peligro)
- 1996 – Pusher (Empujador)
- 1997 – Spring för livet (Corre por tu vida)
- 1996–1999 – Anna Holt (Anna Holt) (TV-serie)
- 1998 – Aspiranterna (Los aspirantes) (TV-serie)
- 1999 – Noll tolerans (Cero tolerancia)
- 2000 – Blinkande lyktor (Luces parpadeantes)
- 2000 – Judith (Judith) (TV-serie)
- 2000 – Vägen till El Dorado (El camino a El Dorado) (röst)
- 2000 – Miraklernas man (El hombre de los milagros)
- 2001 – Sprängaren (El explotador)
- 2002 – Spirit – Hästen från vildmarken (Spirit – El caballo de la naturaleza) (röst)
- 2003 – Om jag vänder mig om (Si me doy la vuelta)
- 2004 – Graven (La tumba) (TV-serie)
- 2005 – Van Veeteren – Carambole (Van Veeteren – Carambola)
- 2005 – Mun mot mun (Boca a boca)
- 2006 – 7 miljonärer (7 millonarios)
- 2006 – Bota mig! (¡Sánamelo!) (TV-serie)
- 2006 – Snapphanar (Los snapphanar) (TV-serie)
- 2006 – Quinze (Quince)
- 2007 – En spricka i kristallen (Una grieta en el cristal) (TV-serie)
- 2008 – Kautokeinoupproret (La revuelta de Kautokeino)
- 2009 – Johan Falk – Leo Gaut (Johan Falk – Leo Gaut)
- 2009 – Män som hatar kvinnor (Hombres que odian a las mujeres)
- 2009 – Flickan som lekte med elden (La chica que jugaba con fuego)
- 2009 – Kommissarien och havet - Den döende dandyn (El comisario y el mar - El dandy moribundo) (TV-serie)
- 2011 – Någon annanstans i Sverige (En otro lugar en Suecia)
- 2012 – Hamilton – I nationens intresse (Hamilton – En interés de la nación)
- 2012 – Dom över död man (Sentencia de muerte)
- 2013 – Wallander – Den orolige mannen (Wallander – El hombre inquieto)
- 2013 – Ego (Ego)
- 2014 – Jack Ryan: Shadow Recruit (Jack Ryan: Recluta de sombras)
- 2014 – Flugparken (El parque de las moscas)
- 2014 – Viva Hate (Viva Hate) (TV-serie)
- 2015 – The Vatican Tapes (Las cintas del Vaticano)
- 2015 – Jordskott (Jordskott) (TV-serie)
- 2016 – Underworld 5 (Underworld 5)
- 2016 – Black widows (Viudas negras) (TV-serie)
- 2018 – Innan vintern kommer (Antes de que llegue el invierno)
- 2020 – Hamilton (Hamilton) (TV-serie)
- 2020 – Orca (Orca)
- 2021 – Den osannolika mördaren (El improbable asesino) (TV-serie)
- 2023 – Från trakten (Desde la región) (TV-serie)

## Teatro

### Roles (no completos)
| Año  | Papel                | Producción                                                                    | Dirección           | Teatro               |
| ---- | -------------------- | ----------------------------------------------------------------------------- | ------------------- | -------------------- |
| 1977 | Ljamsjin             | ''Onda andar'' (''Бѣсы, Bésy'')                                               | Fjodor Dostojevskij | Dramaten             |
| 1979 | Body                 | ''Kollontaj''                                                                 | Agneta Pleijel      | Alf Sjöberg          |
| 1979 | Claudio              | ''Lika för lika'' (''Measure for Measure'')                                   | William Shakespeare | Donya Feuer          |
| 1980 | Förste mördaren      | ''Rikard III'' (''The Life and Death of King Richard the Third'')             | William Shakespeare | Lars Göran Carlson   |
| 1981 | Meyers               | ''Heliga Johanna från slakthusen'' (''Die heilige Johanna der Schlachthöfe'') | Bertolt Brecht      | Benno Besson         |
| 1982 | Sopan                | ''Klassfiende'' (''Class Enemy'')                                             | Nigel Williams      | Håkan Bjerking       |
| 1984 | Frankland            | ''Kung Lear'' (''King Lear'')                                                 | William Shakespeare | Ingmar Bergman       |
| 1986 | Malcolm              | ''Macbeth''                                                                   | William Shakespeare | Christian Tomner     |
| 1991 | Shane                | ''Och ge oss skuggorna''                                                      | Lars Norén          | Björn Melander       |
| 1992 | Harald               | ''Tiden är vårt hem''                                                         | Lars Norén          | Björn Melander       |
| 1998 | Sten                 | ''Personkrets 3:1''                                                           | Lars Norén          | Lars Norén           |
| 1999 | Olof                 | ''Skuggpojkarna''                                                             | Lars Norén          | Vibeke Bjelke        |
| 2001 | Mick                 | ''Fastighetsskötaren'' (''The Caretaker'')                                    | Harold Pinter       | Thommy Berggren      |
| 2002 | Astrov               | ''Morbror Vanja'' (''Дядя Ваня, Djadja Vanja'')                               | Anton Tjechov       | Thommy Berggren      |
| 2006 | Lenny                | ''Hemkomsten'' (''The Homecoming'')                                           | Harold Pinter       | Thommy Berggren      |
| 2007 | Gregers              | ''Vildanden''                                                                 | Henrik Ibsen        | Thommy Berggren      |
| 2009 | Pozzo                | ''I väntan på Godot'' (''En attendant Godot'')                                | Samuel Beckett      | Thommy Berggren      |
| 2010 | Goldberg             | ''Födelsedagskalaset'' (''The Birthday Party'')                               | Harold Pinter       | Thommy Berggren      |
| 2011 | Brack                | ''Hedda Gabler''                                                              | Henrik Ibsen        | Eva Dahlman          |
| 2014 | Morell               | ''Candida''                                                                   | George Bernard Shaw | Thommy Berggren      |
| 2015 | Hamm                 | ''Slutspel'' (''Fin de partie'')                                              | Samuel Beckett      | Thommy Berggren      |
| 2016 | André                | ''Pappan'' (''Le Père'')                                                      | Florian Zeller      | Stefan Metz          |
| 2017 | John Gabriel Borkman | ''Bankdirektör Borkman'' (''John Gabriel Borkman'')                           | Henrik Ibsen        | Dritëro Kasapi       |
| 2017 | George               | ''Vem är rädd för Virginia Woolf?'' (''Who's Afraid of Virginia Woolf?'')     | Edward Albee        | Thommy Berggren      |
| 2018 | A                    | ''Vintermusik''                                                               | Lars Norén          | Sofia Jupither       |
| 2019 | -                    | ''Barnen'' (''The Children'')                                                 | Lucy Kirkwood       | Stefan Metz          |
| 2020 | Pappa                | ''Katt på hett plåttak'' (''Cat on a Hot Tin Roof'')                          | Tennessee Williams  | Stefan Larsson       |
| 2021 | -                    | -                                                                             | -                   | -                    |
| 2022 | Roote                | ''Drivhuset'' (''The Hothouse'')                                              | Harold Pinter       | Stefan Metz          |
| 2022 | Alexander Serenius   | ''Morbror Janne – Scener från livet på landet'' (''Дядя Ваня, Djadja Vanja'') | Anton Tjechov       | Alexander Mørk-Eidem |
| 2023 | Steve Binjuré        | ''Revisorn'' (''Ревизо́р, Revizór'')                                           | Nikolaj Gogol       | Frida Röhl           |
| 2023 | Claudius             | ''Hamlet''                                                                    | William Shakespeare | Sunil Munshi         |

### Lecturas de audiolibros (selección)
- 2004 - Pistas perdidas de Henning Mankell
- 2004 - Cortafuegos de Henning Mankell
- 2004 - La quinta mujer de Henning Mankell
- 2005 - El siguiente paso de Henning Mankell
- 2009 - El hipnotizador de Lars Kepler
- 2011 - El niño de Gustav de Leif GW Persson